# Agata Duda-Gracz
Agata Maria Duda-Gracz (Duda vel Gracz) (ur. 2 marca 1974 w Katowicach) – polska reżyserka teatralna i scenografka.

## Życiorys
Agata Duda-Gracz jest córką malarza Jerzego Dudy-Gracza i Wilmy Dudy-Gracz (zm. 2020).
Ukończyła historię sztuki ze specjalizacją mediewista-bizantolog na Uniwersytecie Jagiellońskim (1998) i Wydział Reżyserii Dramatu w Państwowej Wyższej Szkole Teatralnej im. Ludwika Solskiego w Krakowie (2002).
Debiutowała jako reżyserka spektaklem Kain George’a Byrona w Teatrze im. Witkiewicza w Zakopanem (1998). W krakowskim Teatrze im. Juliusza Słowackiego Abelarda i Heloizę Rogera Vaillanda (2001). Zrealizowała ponad 20 spektakli jako reżyserka, scenografka i kostiumografka w teatrach w Kaliszu, Krakowie, Łodzi, Warszawie, Wrocławiu i Zakopanem. W 2005 dokonała adaptacji, wyreżyserowała i zaprojektowała scenografię do spektaklu Teatru Tv pt. Kreatura.
Była żoną aktora Marcina Sianko (ur. 1975), z którym ma syna Stanisława (ur. 2005).

## Nagrody i wyróżnienia
- „Ludwik” - nagroda krakowskiego środowiska teatralnego za scenografię do spektaklu Naprawiacz świata w Starym Teatrze w Krakowie (2001)
- „Ludwik” - nagroda krakowskiego środowiska teatralnego za scenografię do spektaklu Abelard i Heloiza w Teatrze im. Juliusza Słowackiego w Krakowie (2002)
- wyróżnienie w II Ogólnopolskim Konkursie na inscenizację dawnych dzieł literatury europejskiej za reżyserię przedstawienia Galgenberg w Teatrze im. Juliusza Słowackiego w Krakowie (2008)
- wyróżnienie honorowe w 13. Konkursie na najlepszą inscenizację dzieł dramatycznych Williama Shakespeare'a w sezonie 2008/09 - dla przedstawienia Otello - wariacje na temat w Teatrze im. Stefana Jaracza w Łodzi (2009)
- „Złoty Laur” za mistrzostwo w sztuce za rok 2008 - za mistrzowskie realizacje reżyserskie i scenograficzne w teatrze (2009)
- „Złota Maska” za najlepszą reżyserię i scenografię w sezonie 2009/2010 - nagroda za spektakl Według Agafii (2010)[3]
- Medal Pro Publico Bono im. Sabiny Nowickiej (2010)[6]
- nagroda dla najlepszego przedstawienia, reżyserii i scenografii w plebiscycie publiczności Teatru im. Juliusza Słowackiego w Krakowie (2011)
- nagroda dla Ojca Agaty Dudy-Gracz na motywach Świętokradztwa Oskara Jana Tauschinskiego (2011)[7]
- „Złoty Yorick” dla przedstawienia Każdy musi kiedyś umrzeć Porcelanko, czyli rzecz o wojnie trojańskiej z Teatru im. Juliusza Słowackiego w Krakowie (2013)
- Wrocławska Nagroda Teatralna za sztukę Ja , Piotr Riviere, skorom już zaszlachtował siekierom swoją matkę, swojego ojca, siostry swoje, brata swojego i wszystkich sąsiadów swoich... (2013)
- „Złota Maska” dla najlepszego przedstawienia sezonu 2013/14 - Iwona, księżniczka Burgunda z Teatru im. Stefana Jaracza w Łodzi (2014)
- Nagroda Główna XI Festiwalu Polskich Sztuk Współczesnych R@Port w Gdyni dla twórców i zespołu aktorskiego za przedstawienie Kumernis, czyli o tym jak świętej panience broda rosła (2016)
- Nagroda im. Aleksandra Bardiniego za całokształt pracy artystycznej (2016)
- nagroda dla nalepszego zespołu twórczego za spektakl Kumernis, czyli o tym jak świętej panience broda rosła na IX Międzynarodowym Festiwalu Teatralnym Boska Komedia w Krakowie (2016)
- nagroda na XXII Ogólnopolskim Konkursie na Wystawienie Polskiej Sztuki Współczesnej w Warszawie za najlepszą reżyserię spektaklu Będzie pani zadowolona, czyli rzecz o ostatnim weselu we wsi Kamyk (2017)
- nagroda za najlepszą reżyserię spektaklu Będzie pani zadowolona, czyli rzecz o ostatnim weselu we wsi Kamyk na X Międzynarodowym Festiwalu Teatralnym Boska Komedia w Krakowie (2017)
- Nagroda im. Tadeusza Boya-Żeleńskiego za rok 2017 (2018)[8]
- Nagroda „Złota Kieszeń” za najlepszą scenografię do spektaklu Makbet na Festiwalu Scenografii i Kostiumów Scena w Budowie w Lublinie (2019)[9]
- Nagroda Artystyczna Marszałka Województwa Śląskiego w dziedzinie kultury (2022)[10]

Źródło:.